# Georgeta Ciungan
Georgeta Ciungan (născută Petrea, ulterior Lazăr, n. 23 octombrie 1973, Galați, România – d. 2025) a fost o atletă română, specializată în proba de 400 m garduri.

## Carieră
Sportiva a avut prima experiență internațională în 1991, la Campionatul European de Juniori de la Salonic, când a ocupat locul patru la 400 m garduri și a câștigat medalia de bronz cu echipa României la 4x400 de metri. În anul următor, la Campionatul Mondial de Juniori de la Seul, a câștigat medalia de aur atât la 400 m garduri cât și la 4x400 m.
La Universiada din 1995 atleta s-a clasat pe locul 10. În 1999 a obținut la Paris medalia de argint cu echipa României la Cupa Europei. La Campionatul European în sală din 2000 de la Gent s-a clasat pe locul 16 la 400 m, și la 4x400 a cucerit medalia de bronz alături de Anca Safta, Otilia Ruicu-Eșanu și Alina Rîpanu, în urma echipelor Rusiei și Italiei.
Georgeta Lazăr a fost legitimată la CSU Galați și pregătită de Fița Lovin. În 2004 ea a primit Medalia „Meritul Sportiv” clasa I.
După retragerea din sport a devenit judecătoare. A murit în 2025.

## Palmares
| An   | Competiție                               | Locație             | Loc | Eveniment     | Note    |
| ---- | ---------------------------------------- | ------------------- | --- | ------------- | ------- |
| 1991 | Campionatul European de Juniori (sub 20) | Salonic, Grecia     | 4   | 400 m garduri | 58,79   |
| 1991 | Campionatul European de Juniori (sub 20) | Salonic, Grecia     | 3   | 4x400 m       | 3:38,45 |
| 1992 | Campionatul Mondial de Juniori (sub 20)  | Seul, Coreea de Sud | 1   | 400 m garduri | 58,03   |
| 1992 | Campionatul Mondial de Juniori (sub 20)  | Seul, Coreea de Sud | 1   | 4x400 m       | 3:31,57 |
| 1995 | Universiada                              | Fukuoka, Japonia    | 10  | 400 m garduri | 57,20   |
| 1999 | Cupa Europei                             | Paris, Franța       | 2   | 400 m garduri | 57,60   |
| 1999 | Cupa Europei                             | Paris, Franța       | 2   | echipe        | 57,60   |
| 2000 | Campionatul European în sală             | Gent, Belgia        | 16  | 400 m         | 54,49   |
| 2000 | Campionatul European în sală             | Gent, Belgia        | 3   | 4x400 m       | 3:36,28 |

## Recorduri personale
| Probă           | Performanță  | Dată               | Locație   |
| --------------- | ------------ | ------------------ | --------- |
| 400 m garduri   | 57,04        | 5 iulie 1999       | București |
| 4x400 m         | 3:31,57 RN20 | 20 septembrie 1992 | Seul      |
| 400 m în sală   | 54,49        | 21 februarie 2001  | Gent      |
| 4x400 m în sală | 3:36,28      | 27 februarie 2000  | Gent      |